# Georges Hubin
Pour les articles homonymes, voir Hubin.
Homme politique belge (Parti socialiste), Georges Hubin est né en 1863 à Bouvignes. Il meurt en 1947 à Vierset-Barse. Il a été membre de la Chambre des représentants pendant près de 47 ans et a été Ministre d'Etat.

## Carrière politique
Georges Hubin est devenu célèbre dans le monde politique belge pour ses prises de position tranchées concernant le droit du travail, de grève et l'éducation. Il est le père de Fernand Hubin.

### Engagé à 76 ans
D'abord nationaliste belge, Georges Hubin, effrayé par les tendances antidémocratiques du mouvement flamand dans l'entre-deux-guerres, rejoint le mouvement wallon et participe au premier Congrès des socialistes wallons en 1938. Lors de l'engagement de la France dans la guerre en 1939, il se porte volontaire à la Légion étrangère (il a 76 ans et est bien entendu refusé). Interrogé par le journal de Léon Blum, Le Populaire du 10 septembre 1939, il s'écrie à propos de la politique de neutralité proposée par Léopold III : 
« Ce sont les cordes les plus basses, les plus méprisables que l'on fait vibrer, l'égoïsme et la peur... »
. L'extrême droite lui en voudra fort pour ses déclarations qui semblent viser le roi...
Il est inhumé au Cimetière de Vierset-Barse (Modave).

### Incident au Parlement
Georges Hubin a également été au centre d'un incident qui restera dans les annales de la Chambre des représentants. En effet, lors d'un discours particulièrement virulent de l'extrémiste de droite Léon Degrelle, Georges Hubin, ne pouvant contenir sa colère, se précipita vers le perchoir et cracha sur Degrelle. La séance a été interrompue et Hubin expulsé temporairement. Une fois son calme retrouvé, il revint dans l'hémicycle sous les applaudissements des députés. Depuis lors, Hubin a été connu sous le nom de « Député Cracheur ».
Léon Degrelle disait de Georges Hubin quand il qualifiait ses adversaires politiques : « Hubin, brave vieux papa, un peu plus gâteux à chaque trimestre mais désintéressé, droit, courageux (vertu rare dans le milieu). »